# 南方三佑怙殿
南方三佑怙殿（The Southern Rigsum Lha-khang、The Southern Rigsum Gonpo Chapel）位于西藏自治区拉萨市城关区林廓南路47号，是一座藏传佛教格鲁派寺院。

## 简介
拉萨原有八座三怙主殿，以大昭寺为中心，形成坛城布局。其中，东、南、西、北四个方位的三怙主殿是松赞干布启建，东南、东北、西南、西北四个方位的三怙主殿是后世加建。1990年代，八座三怙主殿中的南、西、北三座重建。原来东殿的三怙主石刻等，现供奉在布达拉宫东面山脚处。
从林廓南路向西行至十字路口，西边便是南方三佑怙殿。从阿尼仓空寺出来沿顺时针方向走，很快便可到达。南方三佑怙殿是甘丹寺的属寺。其旁边有甘丹寺开的小店铺。
南方三佑怙殿门口悬挂的匾额上题有藏文、汉文、英文，其中汉文为“南方三佑怙殿”。进门便为摆着转经筒的转经道，经过转经道便是院子（天井），由僧房与大殿合围而成。僧房上种有鲜花。大殿共两层，一层为佛堂，除供奉宗喀巴之外，还供有甘丹寺的黑白照片。殿堂中央供奉长寿三尊，以及三怙主中的观音菩萨、文殊菩萨，但缺少金刚手菩萨。佛堂外围绕着“廊热”，朝佛完毕便可转“廊热”，这与次巴拉康的布局相同。在此转“廊热”可祈求平安健康。据说，要生孩子的信众来此朝拜，便可顺利生产。大殿二层的殿内供奉有格鲁派创始人宗喀巴。二层供奉有较小的三怙主像。二层殿外鲜花盛开。
寺内有许多来自日喀则、山南等地的信众，寺内为他们免费提供食宿。从该寺门口向右走几十米，便是老房子赤江拉让。